# Xestia jankowskii
Xestia jankowskii là một loài bướm đêm trong họ Noctuidae.